# ایستگاه اومیا (سایتاما)

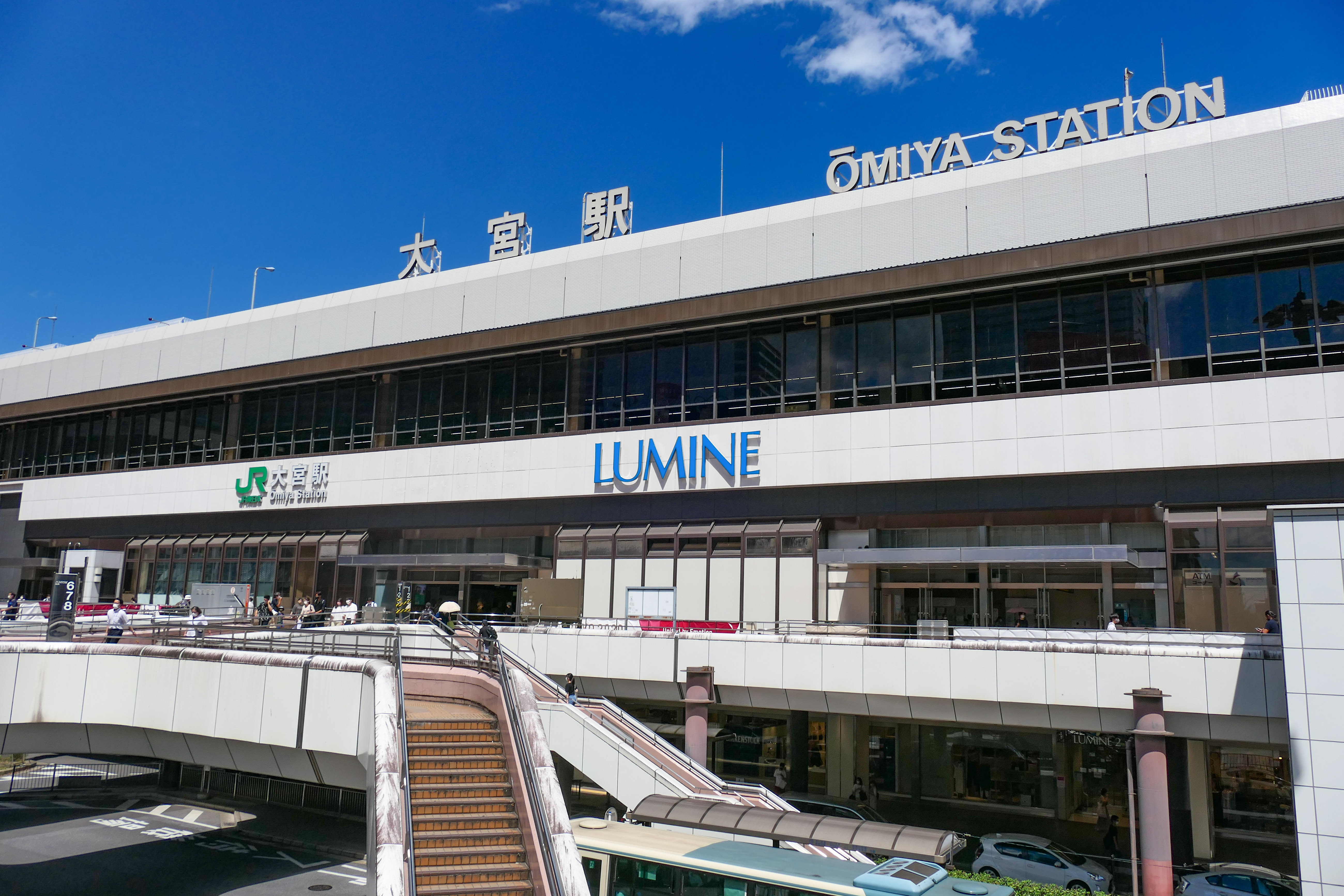
ایستگاه اومیا.

ایستگاه اومیا (به ژاپنی: 大宮駅, Ōmiya-eki) ایستگاهی است که در اومیا-کو در استان سایتاما در ژاپن واقع شده‌است. اومیا یک ایستگاه از ایستگاه‌های شرکت راه‌آهن شرق ژاپن، شرکت راه‌آهن توبو و سایتاما نیو اوربان ترانزیت به شمار می‌آید.

## خط‌هایی که در ایستگاه اومیا توقف دارند
- جی‌آر خطوط شینکانسن
  -  توهوکو شینکانسن مسیر بین توکیو و سندای و هچینوهه (東北新幹線)
  -  آکیتا شینکانسن مسیر بین موریکو و آکیتا (秋田新幹線)
  -  یاماگاتا شینکانسن مسیر بین استان فوکوشیما و شینجو (山形新幹線)
  -  جواتسو شینکانسن مسیر بین توکیو و نیگاتا (上越新幹線)
  -  ناگانو شینکانسن مسیر بین توکیو و ناگانو (長野新幹線)
- جی‌آر
  - خط اوتسونومیا
  - خط تاکاساکی
  - خط شونان-شینجوکو
  - خط که‌ایهین-توهوکو
  - خط سایکیو
  - خط کاواگوئه
- شرکت راه‌آهن توبو
  - خط نودا
- سایتاما نیو اوربان ترانزیت
  - خط نیوشاتل یا خط اینا